# Miss France 1990
 (mai 2012).
Si vous disposez d'ouvrages ou d'articles de référence ou si vous connaissez des sites web de qualité traitant du thème abordé ici, merci de compléter l'article en donnant les références utiles à sa vérifiabilité et en les liant à la section « Notes et références ».
Miss France 1990 est la 60e élection de Miss France.

## Classement final
| Résultat         | Candidate                | Région                 |
| ---------------- | ------------------------ | ---------------------- |
| Miss France 1990 | Gaëlle Voiry (1969-2019) | Miss Aquitaine         |
| 1re dauphine     | Céline Marteau           | Miss Normandie         |
| 2e dauphine      | Karine Richefeu          | Miss Centre-Ouest      |
| 3e dauphine      | Sylvie Tardy             | Miss Périgord          |
| 4e dauphine      | Florence Olivier         | Miss Littoral-Sud      |
| Top 12           | Emmeline Laganthe        | Miss Midi-Pyrénées     |
| Top 12           | Rachel Detain            | Miss Pays d’Ain        |
| Top 12           | Marie-Laure Thomaseau    | Miss Guadeloupe        |
| Top 12           | Sandrine Gaudin          | Miss Rhône-Alpes       |
| Top 12           | Karine Bohin             | Miss Île de France     |
| Top 12           | Valérie Masquelier       | Miss Littoral-Nord     |
| Top 12           | Laurence Szcewczun       | Miss Champagne-Ardenne |

## Candidates
| Région                     | Nom                        |
| -------------------------- | -------------------------- |
| Miss Alsace                | Anita Guerra               |
| Miss Anjou                 | Valérie Broucas            |
| Miss Aquitaine             | Gaëlle Voiry               |
| Miss Bretagne              | Stéphanie Lemarchand       |
| Miss Camargue              | Michèle Meyer              |
| Miss Centre-Ouest          | Karine Richefeu            |
| Miss Champagne-Ardenne     | Laurence Szcewczun         |
| Miss Charentes             | Aline Menard               |
| Miss Corse                 | Marie-Françoise Pantalacci |
| Miss Côte Basque           | Marie de Epalza            |
| Miss Côte d'Azur           | Christelle Arsiel          |
| Miss Côte d'Opale          | Karine Bailly              |
| Miss Franche-Comté         | Laurence Thierry           |
| Miss Gascogne              | Claudia Compeyrot          |
| Miss Guadeloupe            | Marie-Laure Thomaseau      |
| Miss Haute-Savoie          | Daphné Dasse               |
| Miss Île-de-France         | Karine Bohin               |
| Miss Languedoc             | Sophie Bonnier             |
| Miss Limousin              | Melany Swell               |
| Miss Littoral-Nord         | Valérie Masquelier         |
| Miss Littoral-Sud          | Florence Ollivier          |
| Miss Lorraine              | Gabrielle Hauss            |
| Miss Midi-Pyrénées         | Émeline Laganthe           |
| Miss Normandie             | Céline Marteau             |
| Miss Paris                 | Sandrine Turowicz          |
| Miss Pays d'Ain            | Rachel Detain              |
| Miss Pays de Loire         | Alexandra Warin            |
| Miss Périgord              | Sylvie Tardy               |
| Miss Poitou                | Stéphanie Vincente         |
| Miss Provence              | Hélène Michaud             |
| Miss Quercy                | Nathalie Legras            |
| Miss Rhône-Alpes           | Sandrine Gaudin            |
| Miss Rouergue              | Karine Malzac              |
| Miss Tahiti                | Myriam Hina Tuheiava       |
| Miss Territoire de Belfort | Nancy Malcuit              |
| Miss Toulouse              | Martine Caudrillier        |

## Déroulement
Les 36 candidates, reunis au CNIT de la defense, defilent en tenue folklorique, puis en robe de soiree et en maillot de bain.
L'ouverture du tableau en tenue régionale se fait pour la première fois sur le titre " être un jour Miss France" qu on entendra également lors des élections 1991, 1992 et 1995.
Lors du passage en robe de soirée, la regie se trompe de morceau et diffuse par erreur le titre Dragnet du groupe Art of noise, qui était censé être le fond musical du défilé en maillot de bain. Après quelques secondes, le bon morceau est finalement diffusé. 

Premier tour

Ordre d'annonce des 12 demi-finalistes
.Miss Aquitaine

.Miss Centre Ouest

.Miss Champagne-Ardennes

.Miss Guadeloupe

.Miss Ile de France

.Miss Littoral-Nord

.Miss Littoral-Sud

.Miss Midi-Pyrénées

.Miss Normandie

.Miss Pays de l'Ain

.Miss Périgord

.Miss Rhône-Alpes

Au moment des presentations des miss, Yves Lecocq pose une question à la candidate guadeloupeenne en imitant la voix de Jacques Martin dans l'école des fans. Une attitude qui lui attirera de violentes lettres d indignation de toute la communauté de l'ile papillon.
ordre des 5 finalistes
- miss Aquitaine
- miss Centre ouest ( très applaudie par le public et clairement favorite)
- miss Littoral Sud (annoncée par Yves Lecocq comme la favorite du public votant)
- miss Normandie
- Miss Périgord